# Naissance en 1392
Naissance
- 1388
- 1389
- 1390
- 1391
- 1392
- 1393
- 1394
- 1395
- 1396

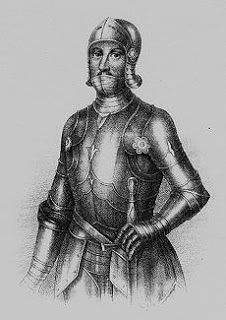
Guillaume Ier de Brunswick-Wolfenbüttel, né en 1392.

Cette page dresse une liste de personnalités nées au cours de l'année 1392  :
- après janvier : Johannes Grünwalder, cardinal allemand.
- 6 février : Charles de France, prince français, dauphin de Viennois, héritier de la couronne de France, deuxième fils de Charles VI de France.
- 23 septembre : Philippe Marie Visconti, 3e duc de Milan.
- 9 décembre : Pierre de Portugal, Ier duc de Coimbra, prince de la dynastie d'Aviz.
- 16 décembre : Jean VIII, empereur byzantin.

- Louis d'Amboise, vicomte de Thouars, prince de Talmont, seigneur d'Amboise, de Bléré et de Montrichard, comte de Guînes, Marans et de l'Île de Ré.
- Marc d'Éphèse, archevêque d'Éphèse.
- Guillaume Ier de Brunswick-Wolfenbüttel, duc de Brunswick-Lunebourg.
- Petrus Wilhelmi de Grudencz, ou Piotr de Grudziądz, compositeur médiéval de Graudenz (Grudziądz, en Pologne).
- Jean II de Luxembourg-Ligny, duc de Guise et de Ligny-en-Barrois.
- Gö Lotsawa, historien et érudit tibétain.
- Jehan Regnier, poète français.
- Stefano Di Giovanni Sassetta, ou Il Sassetta ou  encore Stefano di Giovanni di Consolo da Cortona,  peintre italien.
- Zuikei Shūhō, lettré japonais, formé au bouddhisme selon les conceptions de l'école Rinzai, il est l'auteur de Zenrin Kokuhōki en trois volumes qui retrace la nature des échanges internationaux entre le Japon, la Chine et la Corée.

date incertaine (1388 ou 1392)
- Flavio Biondo, historien, archéologue et humaniste de la Renaissance italienne.

## Crédit d'auteurs
- Cet article est partiellement ou en totalité issu de l'article intitulé « 1392 » (voir la liste des auteurs).